# Arlington Heights (Ohio)
Arlington Heights es una villa ubicada en el condado de Hamilton en el estado estadounidense de Ohio. En el Censo de 2010 tenía una población de 745 habitantes y una densidad poblacional de 1.073,31 personas por km².

## Geografía
Arlington Heights se encuentra ubicada en las coordenadas 39°12′55″N 84°27′20″O / 39.21528, -84.45556. Según la Oficina del Censo de los Estados Unidos, Arlington Heights tiene una superficie total de 0.69 km², de la cual 0.69 km² corresponden a tierra firme y (0%) 0 km² es agua.

## Demografía
Según el censo de 2010, había 745 personas residiendo en Arlington Heights. La densidad de población era de 1.073,31 hab./km². De los 745 habitantes, Arlington Heights estaba compuesto por el 80.67% blancos, el 14.77% eran afroamericanos, el 0% eran amerindios, el 0.4% eran asiáticos, el 0.13% eran isleños del Pacífico, el 0.4% eran de otras razas y el 3.62% pertenecían a dos o más razas. Del total de la población el 0.94% eran hispanos o latinos de cualquier raza.